# Say Something (singel Kylie Minogue)
Say Something – singel australijskiej piosenkarki Kylie Minogue. Utwór został wydany 23 lipca 2020 roku. Jest to pierwszy singel promujący piętnasty album piosenkarki pt. Disco. Twórcami tekstu piosenki są oprócz samej artystki Jonathan Green, Ash Howes oraz Richard Stannard, natomiast za jego produkcję odpowiada Jon Green i Biff Stannard.

## Wydanie i promocja
W lipcu 2020 roku media informowały, że Minogue przygotowuje się do wydania swojego piętnastego albumu pt. Disco w drugiej połowie 2020 roku, a pierwszym singlem promującym wydawnictwo będzie utwór „Say Something”. Singel miał swoją premierę 23 lipca na antenie radia BBC Radio 2 w programie The Zoe Ball Breakfast Show.
Piosenkarka wykonała utwór po raz pierwszy na żywo 17 września 2020 roku w programie The Tonight Show Starring Jimmy Fallon.

## Teledysk
Teledysk do „Say Something” został wyreżyserowany przez Sophie Muller. Ujęcia zostały nakręcone w Black Island Studios w Londynie, z zachowaniem środków dystansu społecznego z powodu pandemii COVID-19. W rezultacie w obrazie występuje tylko Minogue i tancerka Kaner Flex. Kombinezon, kabaretki i czarno-biała sukienka przedstawione w filmie zostały zaprojektowane przez Eda Marlera, body z kryształowej siateczki było autorstwa Gucci, a drugi kostium był inspirowany obrazem Marisy Berenson, który Minogue i Muller znalazły podczas pobytu w Studio 54.
Teledysk, w którym Minogue przebywa w przestrzeni kosmicznej, został zainspirowany psychodelią z lat 70. i przedstawia piosenkarkę podróżującą przez wszechświat, osadzoną na rzeźbie złotego konia, wystrzeliwującą lasery z rąk i latającą na poduszkowcu. 

## Notowania
| Lista przebojów (2020)                     | Najwyższa pozycja |
| ------------------------------------------ | ----------------- |
| Australia Digital Song Sales (Billboard)   | 5                 |
| Belgia (Ultratop 50 Singles, Flandria)     | 14                |
| Belgia (Ultratop 50 Singles, Walonia)      | 35                |
| Chorwacja (HRT)                            | 67                |
| Nowa Zelandia (Recorded Music NZ)          | 40                |
| Szkocja (OCC)                              | 3                 |
| Stany Zjednoczone (Dance/Electronic Songs) | 18                |
| Węgry (Single (track) Top 40 lista)        | 15                |
| Wielka Brytania (UK Singles Chart)         | 56                |